# Orbit (édition)
Pour les articles homonymes, voir Orbit.
Pour les articles ayant des titres homophones, voir Orbite (homonymie).
Orbit est une marque d'édition internationale, spécialisée en fantasy et en science-fiction, fondée en 1974.
Elle appartenait à la société brittano-américaine Little Brown Book Groupe (London) avant que celle-ci ne soit vendue au groupe Hachette en 2006. Orbit est enregistré à l'INPI sous le numéro 5247242.
À l'été 2006, l'extension internationale a été annoncée avec des établissements aux États-Unis en 2007, en Australie en 2008 et en France en 2009 notamment.
En France, la marque est exploitée par Calman Levy.

## Auteurs traduits en français
- Rachel Aaron
- Kevin J. Anderson
- Stephen Aryan
- Iain Banks
- Max Brooks
- Gail Carriger
- Kristin Cashore
- Mark Chadbourn
- Melissa de la Cruz
- Amanda Downum
- Deborah Harkness
- Brian Herbert
- N. K. Jemisin
- J. V. Jones
- Paul Kearney
- Celine Kiernan
- Stephen R. Lawhead
- Tom Lloyd
- Kate Locke
- Helen Lowe
- Bee Ridgway
- Lilith Saintcrow
- Brandon Sanderson
- Jaye Wells
- Daniel H. Wilson
- V. M. Zito
- Melissa Caruso